# Papa Ștefan al III-lea
Papa Ștefan al III-lea (n. 720 d.Hr., Siracusa, Imperiul Roman de Răsărit – d. 24 ianuarie 772 d.Hr., Roma, Statele Papale) a fost  Papă al Romei din 768. Numele lui înseamnă "coroana (grec.)".
După decesul lui Paul I. a avut loc o alegere dublă: cea a lui Constantin al II-lea  și a lui Filip. Amândoi însă sunt considerați azi anti-papi. Niciunul din ei n-a reușit să se țină mult în fruntea Bisericii.
În schimb, Ștefan al III-lea a fost ales în mod regulat în data de 7 august 768, fiind și uns pe 9 august. Pe plan politic  a fost dependent în multe privințe de către regele langobarzilor Desideriu.
A murit pe 24 ianuarie 772 și este înmormântat în Vatican.
Literatură: Rudolf Schieffer: Stephan III. În: Lexikon des Mittelalters, vol. 8 (1997), col. 117
Linkuri: Stephan III. (Papst). În: Biographisch-Bibliographisches Kirchenlexikon (BBKL)